# Eugenia Salcu
Eugenia Salcu (2 luglio 1950) è un'ex cestista rumena.

## Carriera
Con la Romania ha disputato i Campionati europei del 1972.